# Paflagonia
La Paflagonia è un'antica regione costiera dell'Anatolia centro-settentrionale, bagnata a nord dal Mar Nero e situata tra la Bitinia a ovest, il Ponto a est e la Galazia a sud. Secondo Strabone, il fiume Partenio costituiva il confine occidentale della regione, mentre il fiume Halys (l'odierno Kızılırmak) ne costituiva quello orientale.

## Ambiente fisico e risorse naturali
La maggior parte della Paflagonia è montuosa, ma contiene valli fertili e produce in abbondanza nocciole e frutta, in particolare prugne, ciliegie e pere. Le montagne sono rivestite da dense foreste che forniscono grandi quantità di legname. Per questo le sue coste furono occupate da colonizzatori greci fin dai tempi più antichi. L'esempio più illustre è la ricca città di Sinope, fondata intorno al 630 a.C. da Mileto. Amastris (oggi Amasra), qualche chilometro a est del fiume Partenio, divenne importante durante il governo dei re macedoni; mentre Amisus (l'odierna Samsun), una colonia di Sinope situata poco a est del fiume Halys (e quindi non strettamente in Paflagonia secondo i confini definiti da Strabone), crebbe fino a divenire una rivale della sua città madre.

## Le città
Le più importanti città dell'interno erano Gangra - anticamente la capitale dei re paflagoni, in seguito chiamata Germanicopoli, situata vicino al confine con la Galazia - e Pompeiopoli, nella valle del fiume Amnias, vicino a ricche miniere di un minerale chiamato sandarake da Strabone (arsenico rosso o solfuro di arsenico, cioè realgar od orpimento), ampiamente esportato da Sinope. Altre città importanti furono Ionopoli e Amastri.

## Il popolo e la lingua
Al tempo degli Ittiti, la regione fu abitata dai Palaici, soprattutto nella città di Pala. La loro esatta relazione etnica con i Paflagoni è incerta; sembra piuttosto che fossero legati al popolo della regione vicina, la Cappadocia, discendente dei protoindoeuropei e più precisamente appartenente al ramo anatolico. Dalla testimonianza di Strabone, sembra che la loro lingua, il palaico fosse caratteristica; la linguistica contemporanea la riconosce come appartenente alle lingue anatoliche della famiglia indoeuropea.
Secondo Omero, i Paflagoni intervennero come alleati di Priamo nella guerra di Troia, al comando di Pilemene, che rimase ucciso in combattimento. Altri autori affermano che dopo la caduta della città asiatica i Paflagoni superstiti seguirono Antenore nell'esilio, giungendo con lui nell'Italia settentrionale: erano quelli che in seguito si sarebbero chiamati Veneti (a tal proposito va detto che in origine i Paflagoni erano noti anche come Eneti).

## Storia

### Il regno
Sebbene i Paflagoni non abbiano mai giocato un ruolo importante nella storia, sono stati una delle più antiche nazioni anatoliche (Iliade, II. 850-855). Sono menzionati da Erodoto tra i popoli conquistati dal re lidio Creso.
Successivamente passò a far parte dell'Impero achemenide (546 a.C.); nel 480 a.C. i Paflagoni inviarono un grosso contingente per l'esercito di Serse I. Senofonte dice che erano governati da un proprio principe, senza alcun legame con i satrapi vicini: la loro libertà era forse dovuta alla natura del loro paese, con le sue alte catene montuose e i valichi difficoltosi. Sembra che tutti questi governanti avessero portato il nome Pilemene per rivendicare una discendenza dal capotribù il cui nome compare nell'Iliade in qualità di comandante dei Paflagoni, alleati di Troia.

### L'età ellenistica
La Paflagonia fu conquistata da Alessandro Magno (334 a.C.) e dopo la sua morte fu assegnata a Eumene di Cardia, insieme alla Cappadocia e alla Misia. Continuò comunque a essere governata da principi indigeni fino a quando fu assorbita dal potere usurpatore del Ponto: i governanti di quella dinastia divennero signori della maggior parte della Paflagonia già durante il regno di Mitridate I (302-266 a.C.), ma la città di Sinope non cadde sotto il loro controllo fino al regno di Farnace I (182 a.C.). Da allora, l'intera provincia fu annessa al Regno del Ponto fino alla caduta di Mitridate VI (65 a.C.).

### L'età romana
Pompeo unì le regioni costiere della Paflagonia e la maggior parte del Ponto nella provincia romana della Bitinia, ma lasciò l'interno del paese ai principi locali, fino a che la dinastia si estinse e l'intero paese fu annesso all'Impero romano. Il nome della Paflagonia fu comunque mantenuto e ricordato dai geografi, anche se i suoi confini non sono stabiliti con certezza da Claudio Tolomeo. La Paflagonia fu poi eretta a provincia autonoma da Diocleziano attorno al 295 d.C.

### L'età bizantina

L'Impero di Trebisonda (viola) nel 1204

Nel 395 quando l'Impero romano si divise, la Paflagonia entrò a far parte dell'Impero romano d'Oriente. Nel 614 i Persiani che avevano preso oramai il controllo di tutte le terre orientali dell'impero, conquistarono anche la Paflagonia, ma fu poi riconquistata nel 622 da Eraclio I che andò a sconfiggere i Persiani in Armenia. Con la riforma delle province quindi l'avvento dei themata fatta da Eraclio nella prima metà del VII secolo, la Paflagonia entrò a far parte del thema di Bucellarion. Nel 674 gli Arabi invasero tutta l'Asia Minore tra cui la Paflagonia, ma la ripersero nel 678 con la sconfitta nell'assedio di Costantinopoli. Vista la forza del thema di Bucellarion per sventare i rischi di ribellione la regione fu smembrata, nacque così anche il thema della Paphlagonia con capoluogo Amastri.
A seguito della battaglia di Manzicerta (1071) dove l'imperatore bizantino Romano IV Diogene fu sconfitto e catturato dai Turchi selgiuchidi, quasi tutta l'Asia Minore cadde, la Paflagonia cadde nel 1075. Tra il 1110 e il 1117 il basileus Alessio I Comneno riconquistò molti territori ai turchi, tra i quali la Paflagonia.
Nel 1204 mentre i crociati assediavano Costantinopoli, Alessio I di Trebisonda e suo fratello Davide I Comneno con l'aiuto del Regno di Georgia fondarono l'Impero di Trebisonda nel Ponto, con capitale Trebisonda, che velocemente si estese fino alla Paflagonia, conquistata da Davide che ne divenne il governatore. Ma intorno al 1210 la Paflagonia fu quasi del tutto conquistata da Teodoro I Lascaris, imperatore di Nicea, il resto nel 1212 fu conquistata dal Sultanato d'Iconio. Nel 1261 il generale niceano Alessio Strategopulo riconquistò Costantinopoli, l'imperatore Michele VIII Paleologo poteva così porre sul suo capo la corona dei basileis, senza che nessuno potesse più contestargliela. Alla fine del XIII secolo, durante il regno di Andronico II Paleologo i Turchi ottomani strapparono la Paflagonia all'Impero bizantino, fu così annessa all'Impero ottomano.

## Città antiche
- Carambis
- Carussa
- Cinoli